# Soefidynastie
De Soefidynastie was een Turkse dynastie die heerste over Chorasmië, in de delta van de Amu Darja. Hoewel het slechts korte tijd onafhankelijk was (1361-1379) heerste de latere leden van de dynastie als gouverneurs in naam van de Timoeriden over Chorasmië tot de Oezbeken de macht overnamen in de regio in 1505. 